# Nova vas pri Konjicah
Nova vas pri Konjicah – wieś w Słowenii, w gminie Slovenske Konjice. W 2018 roku liczyła 74 mieszkańców.